# Den femte port
Den femte port er en dokumentarfilm instrueret af Bente Milton efter eget manuskript.

## Handling
Op gennem historien har civilisationer blomstret for senere at gå til grunde. Spørgsmålet er, om vores moderne civilisation kommer til at gå samme skæbne i møde? Er vi på vej til at ødelægge jorden med forurening og krig? Vil jorden en dag gå under, sådan som dommedagsprofeterne har forudset - eller er der håb om en bedre fremtid for menneskeheden? Denne visionære dokumentarfilm følger sporene fra tidligere civilisationer og fordyber sig i ældgammel indiansk visdom for at søge svar på livet store spørgsmål. Man møder nogle af vor tids filosoffer, videnskabsfolk og religiøse ledere og får deres syn på den tid, vi lever i - og den fremtid, der venter os.